# مقاطعة غيليسبي (تكساس)
مقاطعة غيليسبي (بالإنجليزية: Gillespie  County)‏ هي إحدى المقاطعات في ولاية تكساس، الولايات المتحدة الأمريكية.